# Антон Иванов
Антон Иванов Козинаров е деец на Българската комунистическа партия, осъден на смърт по член 16 на Закона за защита на държавата (организиране на „метежи, бунтове, терористически действия, убийства...“). Участник в комунистическото движение по време на Втората световна война.  

## Биография
Антон Иванов е роден на 26 октомври 1884 г. в Копривщица. Завършва основно образование в родния си град, след което започва работа в София (1901).
През 1902 г. постъпва в машинното училище във Варна, където се включва в легалния марксистки кръжок „Искра“. Член на БРСДП (т.с.) от 1904 г. Служи във флота до 1907 г., когато се премества в София и се включва в дейността на Общия работнически синдикален съюз. Същата година е избран за секретар на Металоработническия съюз, какъвто остава до 1919 г. По-късно става и член на централното ръководство на Общия работнически съвет на ОРСС. Участва в организирането на редица стачки в София. През 1910 г. става член на ръководството на софийската организация на БРСДП (т.с.).
По време на Балканските войни и Първата световна война води антивоенна агитация сред войниците на фронта. Участва във Войнишкото въстание през септември 1918 г., което е потушено с помощта на германски военни части край София.
От 1918 до 1923 г. е секретар на Софийската организация на партията. Народен представител от БКП (т.с.) (1919 – 1923). През тези години Марко Марчевски често го вижда с бъдещия полицай, комуниста Гешев в сладкарницата „Цар Освободител“ и в кръчмата „Копривщица“. Член на ЦК на БКП (1922 – 1942). През 1923 г. участва активно в подготовката на Септемврийското въстание срещу режима на Александър Цанков. Арестуван е от властите на 21 септември, два дни преди официалното начало на въстанието. Осъден е за дейността си в БКП по Закона за защита на държавата.
През есента на 1925 г. излиза от затвора и емигрира в СССР, където работи в Задграничното бюро на БКП. През 1928 – 1930 г. е член на Изпълнителния комитет на Профинтерна. Взема участие в организирането на българските интернационални бригади за гражданската война в Испания (1936 – 1939).
В началото на Втората световна война Антон Иванов е изпратен от Коминтерна в България, за да подсили смятаното за недостатъчно подготвено ръководство на Комунистическата партия - той става член на нейното Политбюро, отговорен за връзките с централата в Москва. Включва се в организирането на въоръжена съпротива срещу германските войски в България и правителството на Богдан Филов. Участва в Централната военна комисия на БРП (к). Арестуван през април 1942 г. при предателство в ЦК на БРП (к).
На 23 юли 1942 г. е осъден от военнополеви съд на смърт в процеса срещу Централната военна комисия. Същия ден е разстрелян заедно с Антон Попов, Атанас Романов, Петър Богданов, Никола Вапцаров и Георги Минчев.
Партизански отряд в Родопите е наименуван Родопски партизански отряд „Антон Иванов“.